# کونا کاساله
کونا کاساله (به ایتالیایی: Conca Casale) یک کومونه در ایتالیا است که در استان ایسرنیا واقع شده‌است.

## خصوصیات
کونا کاساله ۱۴٫۵ کیلومترمربع مساحت و ۲۴۴ نفر جمعیت دارد.